# الزيار (يبعث)

تعديل مصدري - تعديل

الزيار هي إحدى قرى عزلة يبعث بمديرية يبعث التابعة لمحافظة حضرموت، بلغ تعداد سكانها 200 نسمة حسب تعداد اليمن لعام 2004.